# Atousa Pourkashiyan
Atousa Pourkashiyan (persa: آتوسا پورکاشیان) (Iran, 16 de maig de 1988) és una jugadora d'escacs iraniana que té el títol de Gran Mestre Femení des del 2008.
A la llista d'Elo de la FIDE del gener de 2020, hi tenia un Elo de 2322 punts, cosa que en feia la jugadora (en actiu) número 33 del rànquing absolut de l'Iran. El seu màxim Elo va ser de 2374 punts, a la llista del maig de 2011.

## Resultats destacats en competició
El 2000 fou campiona del món sub-12. El 2010 fou campiona d'Àsia a Subic Bay (Filipines). Va prendre part del Campionat del món d'escacs femení de 2012 on quedà eliminada a la primera ronda en perdre davant la xinesa GMF Ju Wenjun en el desempat de partides ràpides.
Fou campiona de l'Iran en sis ocasions en els anys 2008, 2009, 2010, 2012, 2014 i 2015.

### Participació en olimpíades d'escacs
Pourkashiyan ha participat, representant l'Iran, en vuit Olimpíades d'escacs entre els anys 2000 i 2014, amb el resultat de (+39=26−28), per un 55,9% de la puntuació. El seu millor resultat el va fer a les Olimpíada del 2008 en puntuar 8 de 11 (+7 =2 -2), amb el 72,7% de la puntuació, amb una performance de 2300.